# かぎやで風節

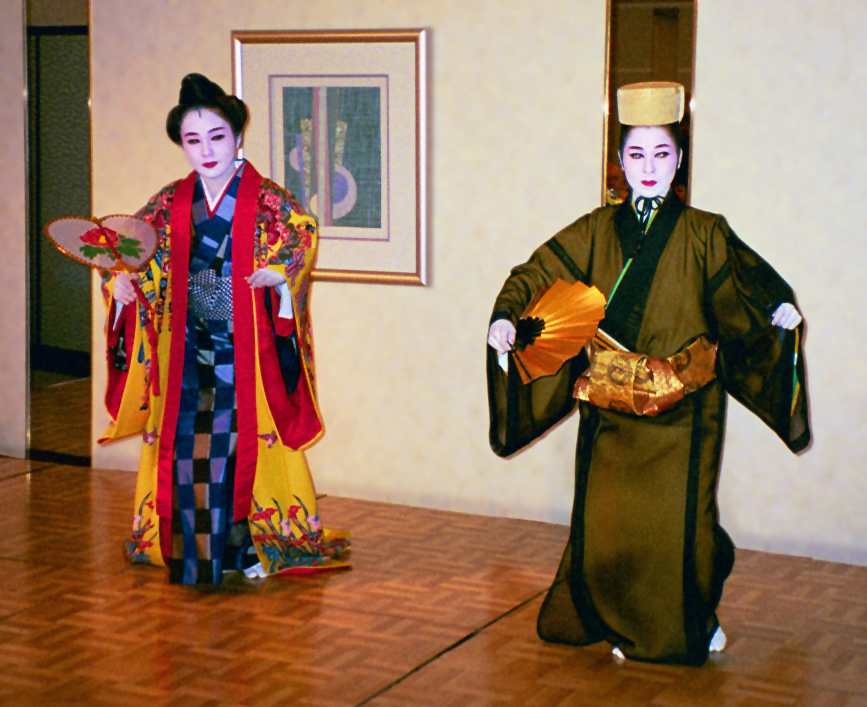
かぎやで風節舞踊

かぎやで風節（かぎやでふうぶし）は、琉球古典音楽の代表的な楽曲のひとつ。
読みは「カジャディフウブシ」。
楽曲としては、沖縄では祝宴に必ず演奏されるもので、歌に三線の伴奏が伴い、舞踊曲としても扱われ、箏、太鼓、笛、胡弓を伴うこともある。
現存する最古の工工四（クンクンシー）である屋嘉比朝寄が書き表した「屋嘉比工工四」に、片仮名で「カヂヤデ風節」という表記がある（国立琉球大学付属図書館蔵）。
「かぎやで」と表記して「カジャディ」と発音するのは、日本語の歴史的仮名遣いに似ているが、それとは異なり、廃藩置県以前の琉球においてのみ存在する独特の表記法に基づくものである。
この琉球独自の表記法は、古くは『おもろさうし』に見られ、当時日本で使用されていた漢字や仮名文字を使用しているが、日本語とは異なるため、記載されている文字をそのまま発音することは厳に慎まなければならない。